# Nybro Tidning
Nybro Tidning grundades 1931 och är en morgontidning, med beteckningen "centerpartistisk ledarplats". Morgontidningen Nybro Tidning ingår i Gota Media AB. Chefredaktör tillika ansvarig utgivare är Lina Watanen och vd är Mikael Larsson Ek. Tidningens huvudkontor är beläget på Gamla stationsgatan 5 i Nybro. Tidningen utkommer varje torsdag. Upplagan är 2400.[källa behövs]